# José Manuel Meca García
José Manuel Meca García (Águilas, 19 de gener de 1978) és un futbolista murcià, ja retirat, que ocupà la posició de davanter.

## Trajectòria
Format al planter del Reial Madrid, Meca va passar pels diferents equips inferiors del club madrileny, tot jugant a la Segona Divisió amb el Reial Madrid B. La temporada 98/99 va ser cedit a la Cultural Leonesa.
De nou a l'entitat del Santiago Bernabéu, el davanter debuta amb el primer equip a la campanya 99/00, tot jugant 10 partits i marcant un gol a la màxima categoria. Però, no va tenir continuïtat i va retornar al filial.
El 2001 recala a l'Elx CF, de Segona Divisió, on roman dues temporades i mitja (60 partits i 15 gols), per acabar la 03/04 amb el Racing de Ferrol, amb qui pujaria a la categoria d'argent. Amb els gallecs, a Segona, l'aportació del murcià va baixar a causa de les lesions.
Posteriorment, la seua carrera ha prosseguit per equips de Segona B, com el Real Jaén (05/06), la UD Lanzarote (06/07) i la Unió Deportiva Atlètica Gramenet (07/09).